# Cosmoconus tibeticus
Cosmoconus tibeticus là một loài tò vò trong họ Ichneumonidae.